# Маргарита Тюдор
Маргари́та Тюдо́р (28 листопада 1489, Вестмінстерський палац — 18 жовтня 1541, Метвен), — королева Шотландії, дружина короля Шотландії Якова IV.
Маргарита була старшою з дочок англійського короля Генріха VII і Єлизавети Йоркської. Її старший брат Артур помер в юнацькому віці. Молодший Генріх надалі наслідував батькові і став королем Англії. Як і її братові Генріху VIII, Маргариті був притаманний вольовий і палкий характер, також вона відзначалась відмінним здоров'ям. Проте їх відносини не були настільки вже теплими. З молодшою сестрою Марією у неї не було абсолютно нічого спільного. Надалі їхні нащадки майже ціле століття боролися за англійський трон один проти одного.

## Шлюб з Яковом IV
У відповідності з умовами англо-шотландського мирного договору 1502 року Маргарита була заручена з королем Шотландії Яковом IV. Влітку 1503 року принцеса прибула до Шотландії. Її супроводжував пишний весільний кортеж з найзнатніших дворян обох держав. 8 серпня 1503 року в Холірудскому абатстві відбулося весілля Якова IV і Маргарити — «Чортополоха і Рози», як романтично назвав молоду пару провідний шотландський поет тієї епохи Вільям Данбар. Незважаючи на величезні витрати, які зробив шотландський король на організацію весільних урочистостей, Маргарита спочатку не могла змиритися з відносною скромністю шотландського двору, в порівнянні з англійським, і писала своєму батькові повні відчаю листи. Можливо також, що на настрій молодої королеви позначилася різниця у віці з чоловіком: на час укладення шлюбу Якову IV було вже тридцять років, а Маргариті лише тринадцять.
Після смерті в 1509 році батька Маргарити, короля Генріха VII, на престол Англії зійшов її брат Генріх VIII. Англо-шотландські відносини відразу ж зіпсувалися. Положення ускладнював той факт, що Генріх VIII поки не мав дітей, тому спадкоємицею престолу на той час була Маргарита. Претензії шотландської королівської пари на англійську корону добре продемонструвало те, що другого свого сина, який народився в 1509 році, Яків IV і Маргарита назвали Артуром — на честь легендарного короля Британії (правда ця дитина не дожила до двох років). В умовах загострення англо-шотландських відносин королева Маргарита намагалася переконати Якова IV зберігати мир, але в 1513 році шотландський король вступив у війну з Англією і його вбили в битві при Флоддені.

## Боротьба за регентство
Після смерті чоловіка Маргарита стала регентом Шотландії при своєму однорічному сині Якові V. Однак її англійське походження, а також її другий шлюб, укладений в 1514 році з Арчібальдом Дугласом, 6-м графом Ангус, настроїв проти королеви більшість шотландських дворян. У результаті в травні 1515 року пост регента передали Джону Стюарту, герцогу Олбані, а Маргарита була змушена на деякий час покинути країну. Після її примирення з Олбані та повернення до Шотландії її відновили в своїх володіннях, але позбавили можливості бачитися з сином.

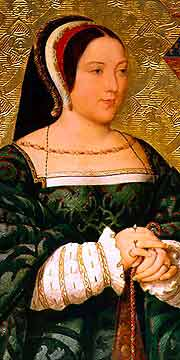
Фрагмент із спільного портрету Маргарити з другим чоловіком.

У період правління герцога Олбані Маргарита, в основному, перебувала в опозиції до профранцузької політики регента. Однак у той же час вона не була і агентом впливу англійського короля в Шотландії: лідером «англійської» партії став другий чоловік королеви граф Ангус, з яким вона з 1517 року перебувала у вкрай поганих відносинах та ініціювала процедуру розлучення. У 1524 році, вступивши в союз з графом Арраном, Маргарита стала учасницею зміщення Олбані та знову отримала пост регента Шотландії. Однак графу Ангусу вдалося захопити короля Якова V і відтіснити королеву і Аррана від управління країною. Незважаючи на те, що більша частина шотландської знаті відмовила Ангусу в підтримці, йому вдавалося впродовж трьох років зберігати свою владу в Шотландії. Тим часом завершився процес розлучення королеви, і вона змогла знову вийти заміж — цього разу за Генрі Стюарта, який пізніше став лордом Метвеном.

## Маргарита і Яків V
Навесні 1528 року Маргарита організувала втечу Якова V з Единбурга, де його утримували під наглядом Ангуса. Молодий король прибув до Стерлінга, фортеці своєї матері. Незабаром до Стерлінга зібралися всі найбільші шотландські барони, які організували ополчення і прогнали Ангуса з країни. Після початку самостійного правління Якова V королева певний час залишалася в складі королівської ради, але поступово стосунки з сином ускладнилися — король запідозрив свою матір в участі у змові, інспірованій Генріхом VIII з метою захоплення Якова V. Відмова короля від дачі згоди на розлучення матері з її третім чоловіком також не сприяла поліпшенню відносин.
У 1541 році Маргарита Тюдор померла. Правнук Маргарити, король Шотландії Яків VI, який успадкував її права на престол Англії, в 1603 р. стане англійським королем після смерті останньої з дочок Генріха VIII.

## Сім'я

### Чоловіки

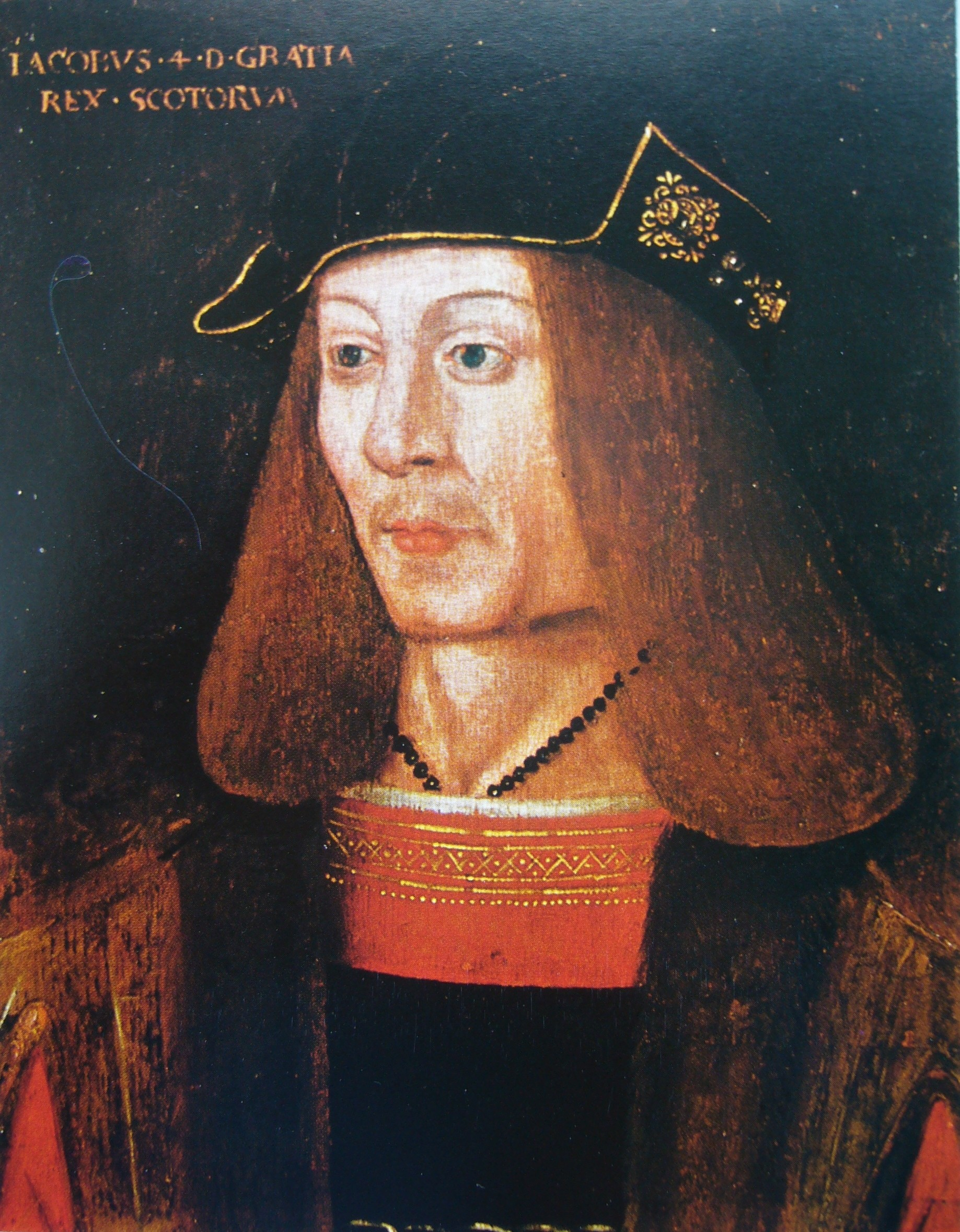
1 Яків (1473—1513)
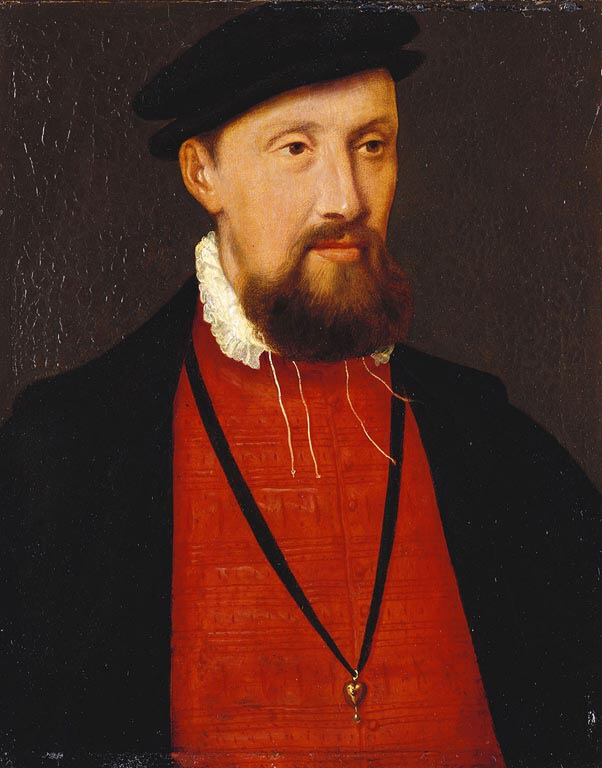
2 Арчібальд (1489—1557)
3 Генріх (1495—1552)

### Діти

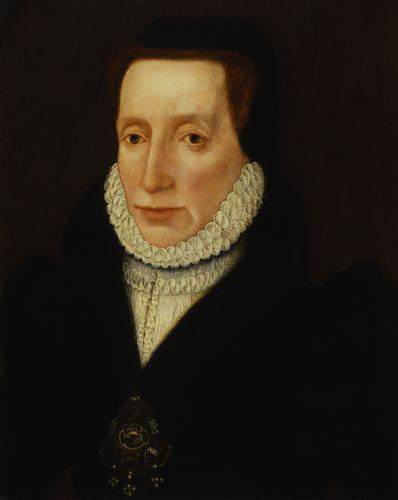
Маргарита (1515—1578)

- Від першого чоловіка:

1 Яків (1507—1508)
2 Дочка (1508)
3 Артур (1509—1510)
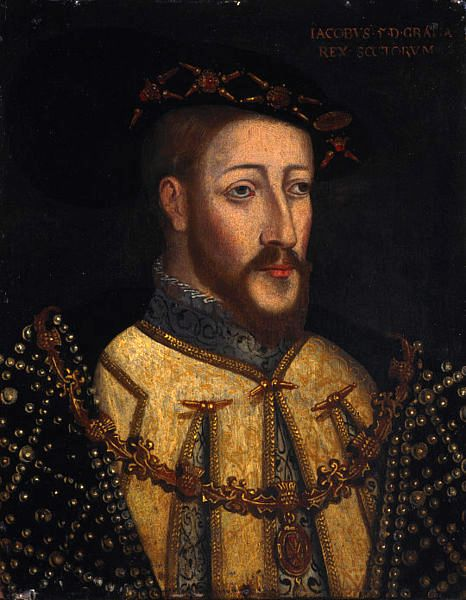
4 Яків (1512—1542)
5 Дочка (1512)
6 Олександр (1514—1515)

- Від другого чоловіка:

- Маргарита
(1515—1578)

- Від третього чоловіка: